# セス・グリア
セス・グリア（英語: Seth Glier、1988年11月16日 - ）は、アメリカ合衆国のシンガーソングライター、ピアニスト、ギタリスト。

## 生い立ち
1988年11月16日、アメリカ合衆国のマサチューセッツ州・に生まれる。

## ディスコグラフィー

### アルバム
- 『The Trouble with People』（2009年）
- 『The Next Right Thing』（2011年）
- 『Things I Sould Let You Know』（2013年）
- 『If I Could Change One Thing』（2015年）
- 『Birds』（2017年）
- 『The Coronation』（2021年）[2][3]